# Liste der Kulturdenkmale in Moosburg (Federsee)

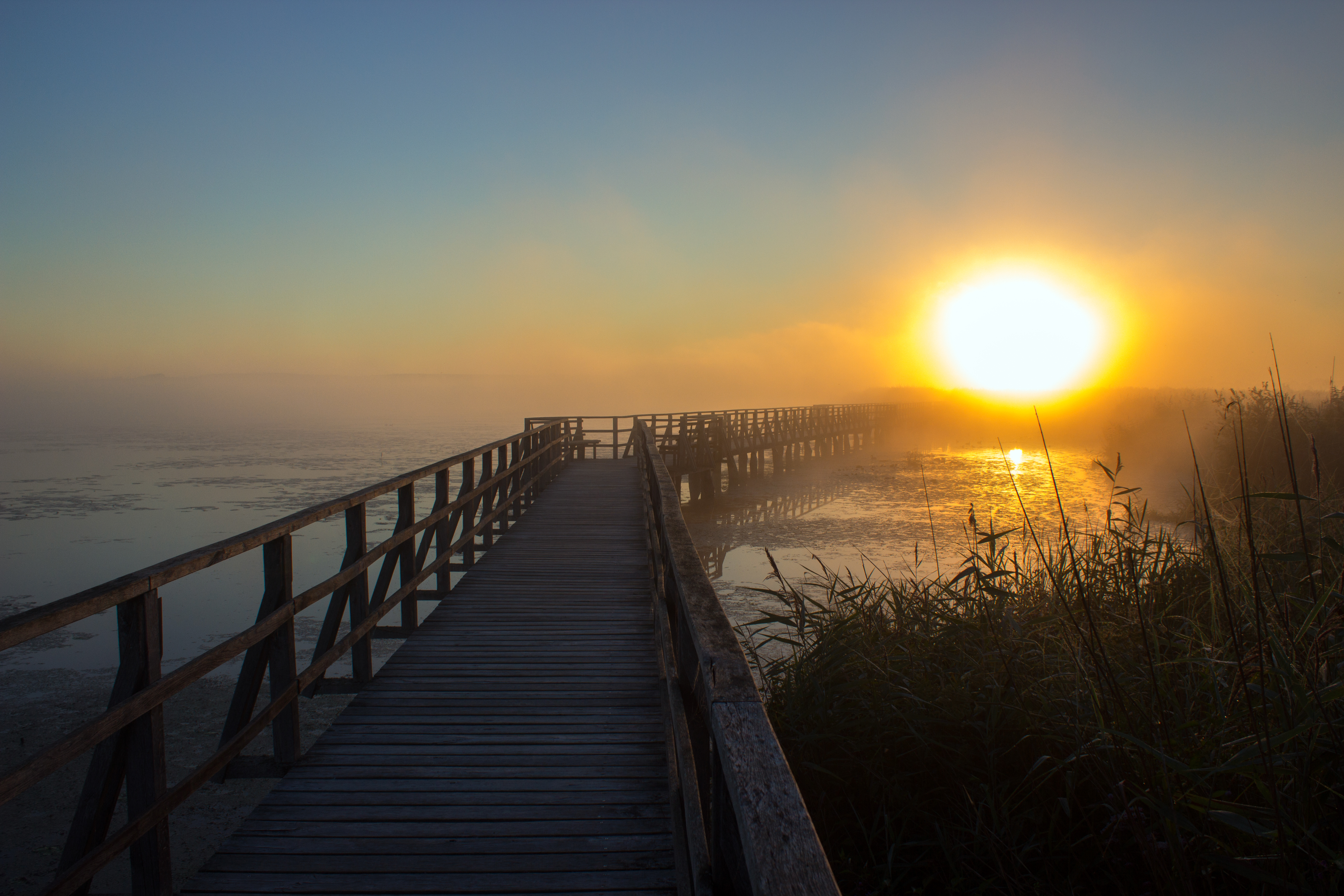

In der Liste der Kulturdenkmale in Moosburg sind alle Bau- und Kunstdenkmale der Gemeinde Moosburg und ihrer Teilorte verzeichnet. Sie leitet sich aus der Liste des Landesdenkmalamtes Baden-Württemberg, dem „Verzeichnis der unbeweglichen Bau- und Kunstdenkmale und der zu prüfenden Objekte“ ab. Diese Liste wurde im Mai 2000 erstellt. Die Teilliste für den Landkreis Biberach hat den Stand vom 30. März 2009 und verzeichnet zwei unbewegliche Bau- und Kunstdenkmäler.

## Legende
- Bild: Zeigt ein ausgewähltes Bild aus Commons, „Weitere Bilder“ verweist auf die Bilder im Medienarchiv Wikimedia Commons.
- Bezeichnung: Nennt den Namen, die Bezeichnung oder die Art des Kulturdenkmals.
- Lage: Straßenname und Hausnummer oder Flurstücknummer des Kulturdenkmals, gegebenenfalls auch den Ortsteil. Die Grundsortierung der Liste erfolgt nach dieser Adresse. Der Link (Karte) führt zu verschiedenen Kartendiensten mit der Position des Kulturdenkmals. Fehlt dieser Link, wurden die Koordinaten noch nicht eingetragen. Sind diese bekannt, können sie über ein Tool mit einer Kartenansicht einfach nachgetragen werden. In dieser Kartenansicht sind Kulturdenkmale ohne Koordinaten mit einem roten bzw. orangen Marker dargestellt und können durch Verschieben auf die richtige Position in der Karte mit Koordinaten versehen werden. Kulturdenkmale ohne Bild sind an einem blauen bzw. roten Marker erkennbar.
- Datierung: Baubeginn, Fertigstellung, Datum der Erstnennung oder grobe zeitliche Einordnung entsprechend des Eintrags in der zuständigen Denkmaldatenbank (Landesamt für Denkmalpflege Baden-Württemberg).
- Beschreibung: Kurzcharakteristik des Kulturdenkmals.

## Moosburg
Die Gemeinde Moosburg liegt in der Nähe von Bussen und Federsee und ist mit 173 Einwohnern und einer Fläche mit knapp 2 km² die kleinste selbständige Gemeinde im Landkreis Biberach. Die Gemeinde gehörte von 1496 bis zum Reichsdeputationshauptschluss 1803 zum Damenstift Buchau. Nach dessen Säkularisation zum Oberamt Riedlingen, dann zum Landkreis Saulgau und seit dessen Auflösung 1973 zum Landkreis Biberach.
| Bild | Bezeichnung | Lage                                                                                | Datierung | Beschreibung                                                             | ID |
| ---- | ----------- | ----------------------------------------------------------------------------------- | --------- | ------------------------------------------------------------------------ | -- |
|      | Wegekreuz   | Gewann Äußere Wiesen (Straße von Moosburg nach Moosburg-Brackenhofen, links, BC 43) | 1873      | Steinener Sockel, Gusseisernes Kreuz mit Korpus Geschützt nach § 2 DSchG |    |

### Brackenhofen
Brackenhofen ist ein Teilort von Moosburg.
| Bild | Bezeichnung  | Lage        | Datierung       | Beschreibung                                                                           | ID |
| ---- | ------------ | ----------- | --------------- | -------------------------------------------------------------------------------------- | -- |
|      | Zehntscheune | Gebäude 3/1 | 18. Jahrhundert | Ehemalige Zehntscheune des Stiftes Buchau, Walmdach, Fachwerk Geschützt nach § 2 DSchG |    |